# Uroplatus sameiti
A Uroplatus sameiti é uma espécie de lagartixa da família Gekkonidae. Como todos os membros do gênero Uroplatus [en], a U. sameiti é endêmica de Madagascar e é encontrada em florestas primárias e secundárias da ilha. Ela tem a capacidade de mudar a cor da pele para combinar com o ambiente e possui abas dérmicas que desfazem seu contorno quando em repouso.
É um animal protegido pela CITES II devido à destruição de habitat e à coleta excessiva para o comércio de animais de estimação.

## Taxonomia e etimologia
O nome do gênero, Uroplatus, é uma romanização de duas palavras gregas: οὐρά (ourá, que significa “cauda”) e πλατύς (platys, que significa “achatado”). O nome específico é uma romanização do nome Joachim Sameit.
O gênero Uroplatus contém 14 espécies endêmicas de Madagascar. A U. sameiti foi originalmente descrita como uma subespécie da lagartixa-rabo-de-folha-musgosa (U. sikorae), com a qual está intimamente relacionada, com base na coloração clara de sua mucosa oral. Análises posteriores mostraram que essa não é uma característica diagnóstica para distinguir entre essas duas espécies altamente semelhantes, entretanto, e mais pesquisas serão necessárias para produzir caracteres morfológicos confiáveis com os quais essas duas espécies possam ser distinguidas.
Filogenicamente, a U. sameiti foi colocada em um complexo monofilético que consiste em três outras espécies de Uroplatus: U. fimbriatus [en], U. giganteus [en], U. henkeli [en] e U. sikorae. Esse complexo representa as espécies maiores do gênero.

## Descrição
A U. sameiti é uma lagartixa noturna e arborícola. Seus olhos são grandes, sem pálpebras e têm esclera amarela com pupilas elípticas, adequadas aos hábitos noturnos da lagartixa. O tamanho dessa espécie varia de 15 a 20 cm quando medido do nariz até a base da cauda. Elas passam a maior parte do dia penduradas verticalmente em troncos de árvores, com a cabeça para baixo, descansando. Durante a noite, eles se aventuram em seus locais de descanso diurno e saem em busca de presas.
Como em todas as lagartixas do gênero Uroplatus, a cauda é achatada dorso-ventralmente. A U. sameiti tem uma coloração desenvolvida como camuflagem, sendo a maioria marrom-acinzentada a preta ou marrom-esverdeada, com várias marcas que se assemelham à casca das árvores, até os líquens e musgos encontrados na casca. A lagartixa U. sameiti tem abas de pele ao longo do corpo, da cabeça e dos membros, conhecidas como abas dérmicas, que podem ser colocadas contra a árvore durante o dia, espalhando sombras e tornando seu contorno praticamente invisível. Além disso, a lagartixa tem uma capacidade limitada de alterar a cor da pele para combinar com o ambiente.

## Dieta
A U. sameiti é um insetívoro que se alimenta de insetos, outros artrópodes e também de caramujos terrestres.

## Distribuição e habitat
A Uroplatus sameiti é encontrada exclusivamente nas planícies úmidas e na floresta litorânea do leste de Madagascar.

## Em cativeiro
Não se sabe quantas dessas lagartixas estão presentes no comércio de animais de estimação, devido à sua semelhança geral com a U. sikorae e à nova confusão que surgiu à luz da natureza não diagnóstica de sua mucosa oral. No entanto, assim como a U. sikorae, essa espécie é normalmente mantida em pares ou trios de reprodução. Elas comem uma variedade de insetos de tamanho adequado, incluindo grilos e mariposas, e também comem caracóis, se fornecidos. Se a reprodução for bem-sucedida em cativeiro, os ovos serão postos a cada 30 dias e levarão 90 dias para eclodir.

## Ameaças
A destruição do habitat e o desmatamento em Madagascar são a principal ameaça ao futuro desse animal, bem como a coleta para o comércio de animais de estimação. O World Wide Fund for Nature (WWF) lista todas as espécies de Uroplatus em sua “lista das dez espécies mais procuradas” de animais ameaçados pelo tráfico de animais, porque “está sendo capturada e vendida a taxas alarmantes para o comércio internacional de animais de estimação”. É um animal protegido pelo Apêndice 2 da CITES.